# Si Wang-mu
Si Wang-mu es un personaje principal en dos de las novelas de ciencia ficción de la Saga de Ender de Orson Scott Card, Ender el Xenocida e Hijos de la Mente. Lleva el nombre de la diosa china Xi Wangmu, la Real Madre de Occidente. 

## Papel en la saga
Si Wang-mu es una niña muy inteligente y ambiciosa. Su mundo (Sendero) tiene una rígida jerarquía social, y como es hija de padres de clase inferior, no ha sido bien educada. Conoce a la joven agraciada Han Qing-jao mientras trabaja en los arrozales. Qing-jao, que se siente complacida por la inteligencia y honestidad de Wang-mu, la contrata como su sirviente y comienza a educarla.
Los agraciados del mundo de Sendero creen ser elegidos de los dioses, que les obligan a desempeñar ciertas tareas como seguir la veta de la madera en el suelo. En realidad dichas acciones se deben a un desorden obsesivo-compulsivo (DOC) causado por una modificación genética realizada por el Congreso Estelar como una estrategia deliberada para que resulten útiles, pero no una amenaza. La amistad entre las dos se rompe cuando Jane les revela la verdad, que Qing-jao se niega a aceptar. Mientras que ella cree que Jane debe ser destruida, Si Wang-mu está muy entristecida ante la idea de su muerte, ya que la cree una persona inteligente y compasiva. 
Qing-jao destituye a Si Wang-Mu de su servicio, pero su padre, Han Fei-tzu, pide su regreso para ayudar a salvar a Jane y el pueblo de Lusitania. En ese tiempo se descubre que todos los habitantes del planeta menos Wang-Mu están infectados de DOC. Así, sus genes se usan para ayudar a curar el resto de la población. 
Al final de Ender el Xenocida, Wang-mu deja a su planeta de origen, Sendero, con el joven Peter Wiggin (la réplica de su hermano creada por Ender, no el original) para ayudarle en su misión, que se cuenta en Hijos de la Mente. Finalmente, ambos se casan.
- Datos: Q5562067